# Christian Death
Christian Death – amerykańska grupa muzyczna wykonująca death rock, powstała w 1979 roku w Los Angeles z inicjatywy wokalisty Rozza Williamsa oraz gitarzysty Rikka Agnew.

## Dyskografia
- Only Theatre of Pain - 1982
- Catastrophe Ballet - 1984
- Ashes - 1985
- The Iron Mask - 1992
- The Path of Sorrows - 1993
- The Rage of Angels - 1994
- Atrocities - 1986
- The Scriptures - 1986
- Sex and Drugs and Jesus Christ - 1988
- All the Love All the Hate (Part 1 - All the Love) - 1989
- All The Love All The Hate (Part 2 - All the Hate) - 1989
- Insanus, Ultio, Proditio, Misericordiaque - 1990
- Sexy Death God - 1994
- Prophecies - 1996
- Pornographic Messiah - 1998
- Born Again Anti-Christian - 2000
- American Inquisition - 2007